# Cinturón volcánico de los Andes

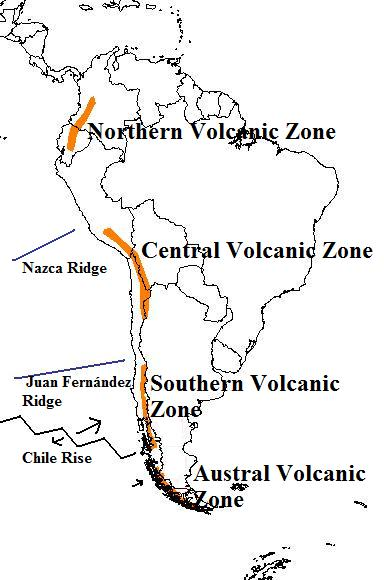
Mapa de los arcos continentales de los Andes y las estructuras subducidas que afectan el vulcanismo.

El cinturón volcánico de los Andes es una provincia volcánica del cinturón de Fuego del Pacífico localizada en la cordillera de los Andes, particularmente en Ecuador, Chile, Perú, Bolivia, Colombia y Argentina. Este cinturón no es continuo y está segmentado en cuatro grandes arcos volcánicos continentales separados por espacios sin actividad volcánica reciente.
El cinturón volcánico andino es un sitio típico para el estudio de magmatismo calco-alcalino y de subducción, puesto que su vulcanismo es en gran medida el resultado de la subducción de las placas de Nazca y Antártica bajo la placa Sudamericana.
El cinturón contiene una gran variedad de escenarios volcano-tectónicos como rifts y zonas de extensión, fallas de transpresión, subducción de dorsales y cordilleras submarinas aparte de grandes gradientes de grosor cortical y diferentes vías de ascenso y grados de contaminación para magmas ascendentes. 
Los volcanes del cinturón son diversos en términos de tipo de actividad, forma y productos (lava, tefra, etc.). Parte de las diferencias pueden explicarse por el segmento o subsegmento al que el volcán pertenece aunque en general existe una gran diversidad entre volcanes aledaños, incluso. Además muchos de los volcanes del cinturón están cubiertos siempre de grandes masas de hielo llamadas glaciares, esto ocasiona durante sus erupciones lo que se conoce como lahar (flujo de agua, lodo y escombros volcánicos), un ejemplo es el Nevado del Ruiz, un volcán activo del Cinturón Volcánico Norte, donde ha producido grandes lahares que destruyeron una población cercana, Armero.
La laguna de San Diego en Colombia es el volcán más septentrional del cinturón. En la Zona volcánica Austral localizada al sur del paralelo de 49° la actividad volcánica disminuye siendo el volcán Fueguino en el archipiélago de Tierra del Fuego el más austral del cinturón. El Nevado Ojos del Salado, de 6891,3 m s. n. m., es el volcán activo más alto del mundo, ubicado en el sur de la Zona volcánica central.

## Zonas

Principales volcanes de Colombia

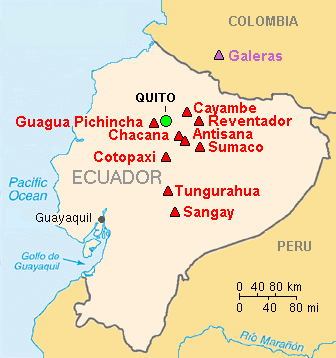
Mapa mostrando los principales volcanes de Ecuador continental

Las cuatro zonas o arcos volcánicos continentales con actividad en los últimos 10 000 años (Holoceno) son:

### Zona volcánica norte (ZVN)
Esta zona ocupa una franja entre la latitud de Bogotá y la del golfo de Guayaquil. Abarca todos los volcanes continentales de Ecuador y Colombia. Algunos de sus volcanes como el Galeras y el Nevado del Ruiz se encuentran en zonas altamente pobladas. El grosor de la corteza continental varía en la zona de 40 a más de 55 km traduciéndose esto en mediano grado de asimilación de material continental si se compara con la zona volcánica central.

### Zona volcánica central (ZVC), (14°S-28°S)
Esta zona se extiende desde las latitudes del lago Titicaca hasta aproximadamente el límite sur del desierto de Atacama. Esta zona comprende todos los volcanes activos del Perú y Bolivia aparte de varios volcanes en Chile y Argentina. La zona volcánica central se caracteriza por la relativa abundancia de productos volcánicos altamente diferenciados como lo es la riolita y dacita. Esta zona volcánica constituye una de las mayores provincias de ignimbritas del Terciario superior del mundo.

### Zona volcánica sur (ZVS)
Es principal zona volcánica del centro-sur chileno aunque algunos centros volcánicos se ubican en la provincia argentina de Neuquén. En esta zona existe una gradiente de grosor cortical que se refleja en una disminución de altura de los volcanes y montañas hacia el sur. La zona se desarrolla como una lonja entre las latitudes de Santiago hasta la latitud del golfo de Penas. A partir aproximadamente del volcán Llaima hacia el sur los volcanes más activos de esta zona están alineados en torno a la Falla Liquiñe-Ofqui que constituye una vía de ascenso para el magma. 

### Zona volcánica austral (ZVA)
Esta es la zona volcánica más austral de los Andes y debe su actividad a la subducción de la placa Antártica en vez de la de Nazca como es el caso de las otras tres zonas. La zona volcánica austral cubre un área desde la latitud del golfo de Penas hasta los confines de la Tierra del Fuego, siendo su actividad marcadamente menor que la de la zona volcánica sur, aunque se sabe poco de la actividad reciente de sus volcanes por la pobreza de registros históricos y la inaccesibilidad a algunos centros volcánicos. 
Aparte de estos, existen varios centros volcánicos de trasarco en la Patagonia, el sur del Cuyo y en el Amazonas ecuatoriano.